# Orniac
Orniac település Franciaországban, Lot megyében. Lakosainak száma 72 fő (2022. január 1.). Orniac Blars, Cabrerets, Lentillac-du-Causse, Sauliac-sur-Célé és Sénaillac-Lauzès községekkel határos.

## Népesség
A település népességének változása:
| Lakosok száma | 80   | 87   | 95   | 97   | 72   | 72   | 72   | 70   | 71   | 72   |
|               | 1968 | 1982 | 1990 | 2006 | 2013 | 2015 | 2017 | 2019 | 2020 | 2022 |